# Tipula (Microtipula) plumbeithorax
Tipula (Microtipula) plumbeithorax is een tweevleugelige uit de familie langpootmuggen (Tipulidae). De soort komt voor in het Neotropisch gebied.